# بوب فرنسيس (سياسي)
بوب فرنسيس (بالإنجليزية: Bob Francis)‏ هو حكم اتحاد الرغبي ‏ وسياسي نيوزيلندي، ولد في 1942. نشط حزبياً في حزب العمال النيوزيلندي.